# Burni Tanoh Cempege
Burni Tanoh Cempege är ett berg i Indonesien.   Det ligger i provinsen Aceh, i den västra delen av landet, 1 600 km nordväst om huvudstaden Jakarta. Toppen på Burni Tanoh Cempege är 1 671 meter över havet, eller 99 meter över den omgivande terrängen. Bredden vid basen är 0,41 km.
Terrängen runt Burni Tanoh Cempege är huvudsakligen kuperad, men söderut är den bergig.Runt Burni Tanoh Cempege är det mycket glesbefolkat, med 5 invånare per kvadratkilometer. I omgivningarna runt Burni Tanoh Cempege växer i huvudsak städsegrön lövskog.